# Neurogomphus carlcooki
Neurogomphus carlcooki är en trollsländeart som beskrevs av Cammaerts 2004. Neurogomphus carlcooki ingår i släktet Neurogomphus och familjen flodtrollsländor. IUCN kategoriserar arten globalt som otillräckligt studerad. Inga underarter finns listade i Catalogue of Life.